# Baie de Cannes

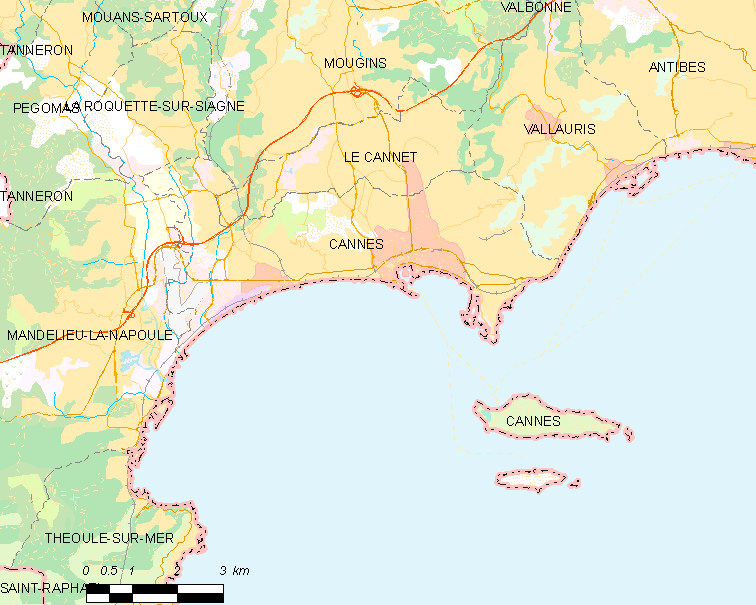
Carte de la baie de Cannes et des communes environnantes

La baie de Cannes ou golfe de La Napoule est une baie, ou golfe, de la mer Méditerranée située face aux villes françaises de Cannes, Mandelieu-la-Napoule et Théoule-sur-Mer, dans le département des Alpes-Maritimes et la région Provence-Alpes-Côte d'Azur, sur la Côte d'Azur. Le littoral cannois occupe deux tiers de la baie. 

## Golfe de La Napoule
Le service hydrographique et océanographique de la marine et en général les cartographes, les marins et la ville de Mandelieu-la-Napoule ont conservé à cette zone l'appellation de « golfe de La Napoule », son nom d'origine, son nom officiel, celui de son port principal d'une capacité de 977 places, le port de La Napoule. Celui de l'époque où Cannes n'était, avant l'installation de Lord Henry Brougham en 1835, suivie de l'engouement de l'aristocratie anglaise et européenne à l'origine de son développement, qu'un village de pêcheurs parmi les autres. L'appellation « baie de Cannes » pour nommer l'ensemble de la zone jusqu'à la pointe de Théoule-sur-Mer au pied du massif de l'Esterel, et non plus seulement les abords de la ville, est désormais nettement plus répandue dans le grand public du fait de la réputation mondiale de Cannes et de son Festival de Cannes. Cela reste néanmoins une invention de communication de la Ville de Cannes et le nom officiel de cette baie sur toutes les cartes marines reste Golfe de La Napoule.

## Géographie et hydrographie

### Situation géographique
Située en mer Méditerranée au large de la côte d'Azur, entre le golfe du Lion à l'ouest et le golfe de Gênes à l'est, face précisément aux villes de Mandelieu-la-Napoule et de Cannes, entre la côte du massif de l'Esterel à l'ouest et le golfe Juan à l'est, la baie de Cannes s'étend depuis la pointe de l'Aiguille à Théoule-sur-Mer jusqu'à la pointe de la Croisette à Cannes et à la pointe ouest des îles de Lérins, Sainte-Marguerite et Saint-Honorat, à quelques encâblures.

### Morphologie
La forme du golfe est celle d'une demi-cuvette dont l'ouverture sur la mer de 7,5 kilomètres entre la Pointe de l'Aiguille et le Cap de la Croisette est orientée dans un axe nord-ouest/sud-est. La longueur du littoral est de 27 km : 9,7 pour la commune de Théoule-sur-Mer, 4,1 pour Mandelieu-la-Napoule et 13,2 pour Cannes. L'isobathe, situé à 600 mètres de la côte, est de 100 mètres. La déclivité est importante au milieu du golfe avec une pente moyenne de l'ordre de 20 %. La profondeur des hauts-fonds qui séparent les îles de Lérins du cap de la Croisette n'est jamais supérieure à 5 mètres.
Au nord-est de Théoule-sur-Mer, la baie forme une anse qui, avec la symétrie de la rade de la Croisette à l'opposé, lui donne l'aspect d'une tête de suricate aux aguets.

### Vents, courants et marées
L’orientation des vents dans le golfe de La Napoule est principalement de sud-est et de nord. Leur vitesse est plutôt modérée, de 1,5 à 4,5 m/s, minimale en octobre et maximale durant les mois de mars et d'avril. Au printemps et en automne, de violents vents de sud-est atteignant rarement 8 m/s provoquent de larges houles et l'apport de sédiments par les courants côtiers. Les vents de nord-ouest à nord renvoient les eaux de surface vers le large, provoquant la remontée des eaux profondes, plus claires et plus froides, et l’agitation faiblit à l'approche du littoral. Le rivage subit l'action de la houle soulevée par les vents de sud à sud-ouest et d’ouest à sud-ouest, généralement forts. Le libeccio peut également, rarement et sur très peu de temps, souffler sur le golfe. Il n'a pas d'influence sur les courants mais peut provoquer une importante montée du niveau de la mer et occasionner de violentes tempêtes sur la côte.

## Aménagement du littoral

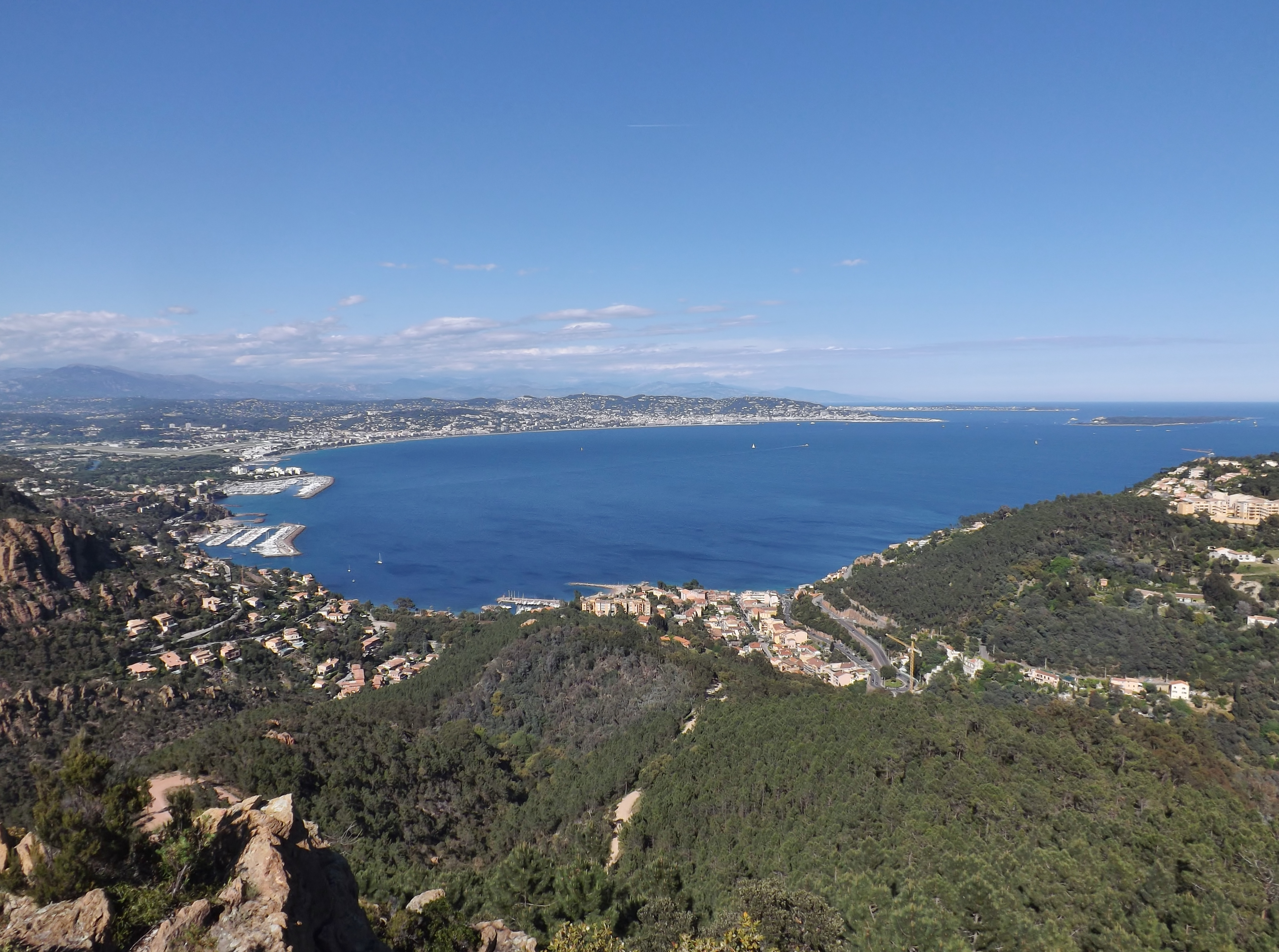
Vue panoramique de la baie de Cannes depuis les hauteurs du massif de l'Esterel, avec Cannes visible au loin.

La baie est longée, sur un littoral très urbanisé et aménagé pour les loisirs, la baignade et les sports nautiques, par une partie de la route du bord de mer D 6098 et accueille une dizaine de ports de plaisance ou de pêche.

### Ports de plaisance, de pêche et de commerce
À l'ouest de la baie, Miramar, hameau du sud de la commune de Théoule-sur-Mer, accueille le premier port du département des Alpes-Maritimes, un peu avant la pointe de l'Aiguille, le port de la Figueirette d'une capacité de 254 places. À la pointe de l'Aiguille, entrée du golfe, se trouve un second port de 254 places, le port de la Galère. Le troisième, le port de Théoule-sur-Mer, blotti au creux de l'anse, offre une capacité de 185 places.
Sur la commune de Mandelieu-la-Napoule, on trouve en suivant un port un peu plus important, le port de la Rague, d'une capacité de 520 places. En suivant, sur la même commune, se trouve le port de La Napoule, un port de 977 places, la capacité la plus importante pour le golfe de La Napoule.
Le premier port sur la commune de Cannes est le port du Béal, d'une capacité de 332 places, au droit de l'aéroport de Cannes - Mandelieu. Abrité à l'ouest de la rade de Cannes, entre la colline du Suquet, et le palais des congrès et des festivals, le Vieux-Port de Cannes, port de commerce, de pêche et de plaisance, offre une capacité de 800 places. Lui fait face, à l'est de la rade, devant le quai du Palm Beach, le port Pierre-Canto d'une capacité de 659 places destinées à l'accueil des grands yachts. La pointe de la Croisette est ponctuée par le port du Yacht Club de Cannes. Le port du Mouré rouge, d'une capacité de 300 places, se situe à l'est de la pointe de la Croisette et termine la liste des ports de la baie de Cannes.

## Droit maritime

### Règles de navigation
La carte marine du SHOM de cette zone de la mer Méditerranée est la carte « Golfe de La Napoule — Golfe Juan — Îles de Lérins — Abords de Cannes » no 7205. La ville de Cannes publie sur son site les « règles de navigation en baie de Cannes » applicables aux abords de la ville et des îles de Lérins.

## La baie de Cannes et le golfe de La Napoule dans les arts
La baie de Cannes depuis le XIXe siècle ou le golfe de La Napoule depuis son apparition en cartographie marine, le littoral, sauvage ou urbanisé, les îles, la mer, sont un sujet de prédilection pour les artistes, en particulier pour les peintres fascinés par la lumière de la côte d'Azur. Peu d'œuvres pourtant portent le nom de la baie ou du golfe en titre. La plus remarquable est La baie de Cannes peinte entre le 19 avril et le 9 juin 1958 à Cannes par Pablo Picasso dans sa « période de Vallauris », une huile sur toile faisant partie de la dation Pablo Picasso de 1979 au musée national Picasso. Le peintre, qui représente la baie depuis La Californie, tente de repousser les immeubles envahissants sur les côtés de la toile pour placer les palmiers au premier plan et laisser s'enfuir les bateaux et la vue vers le large, les îles, l'Esterel, vers ce qui reste de végétation, et déchire la carte postale.

## Galerie

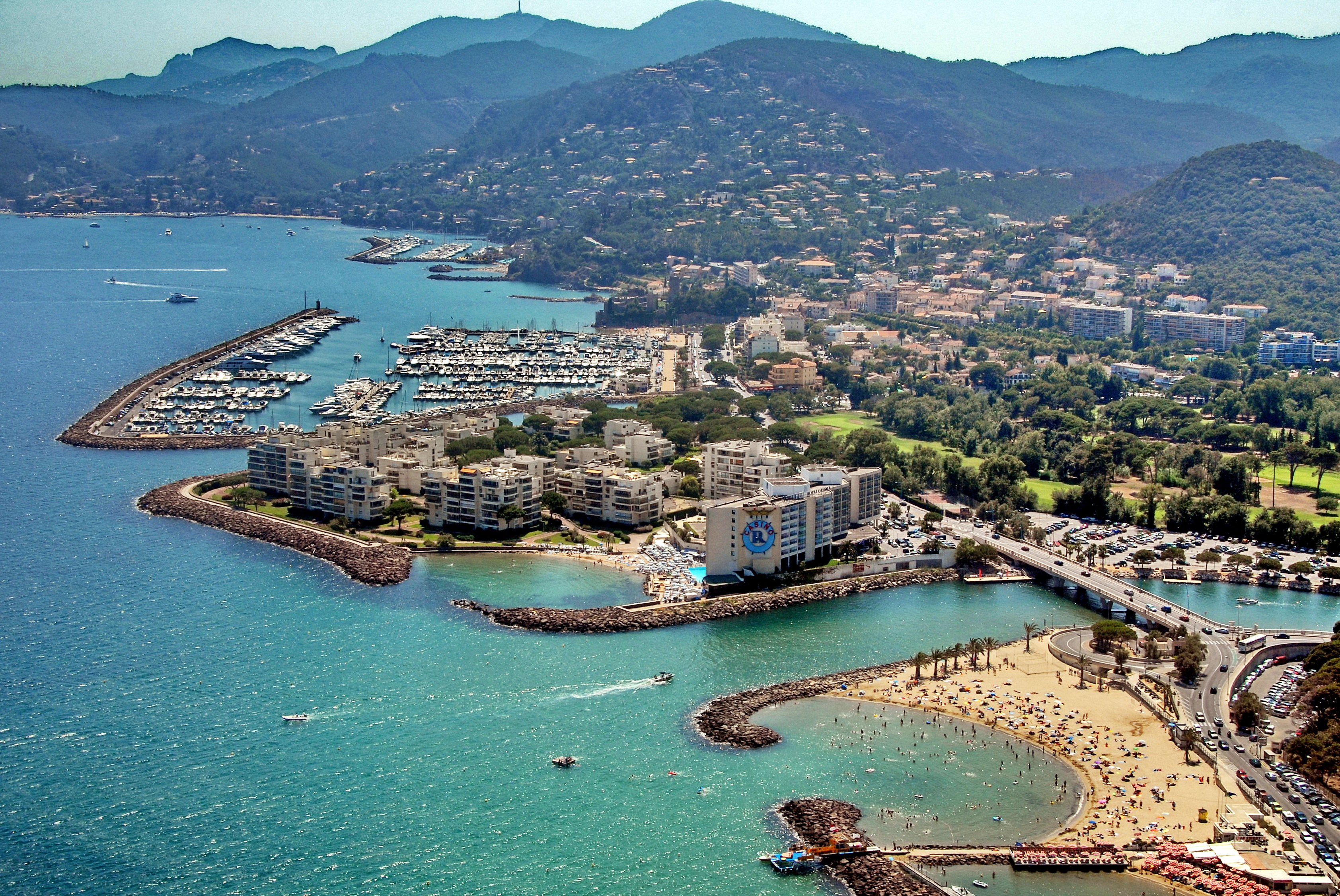
Vue aérienne sur le golfe de La Napoule à l'embouchure de la Siagne à Mandelieu-la-Napoule
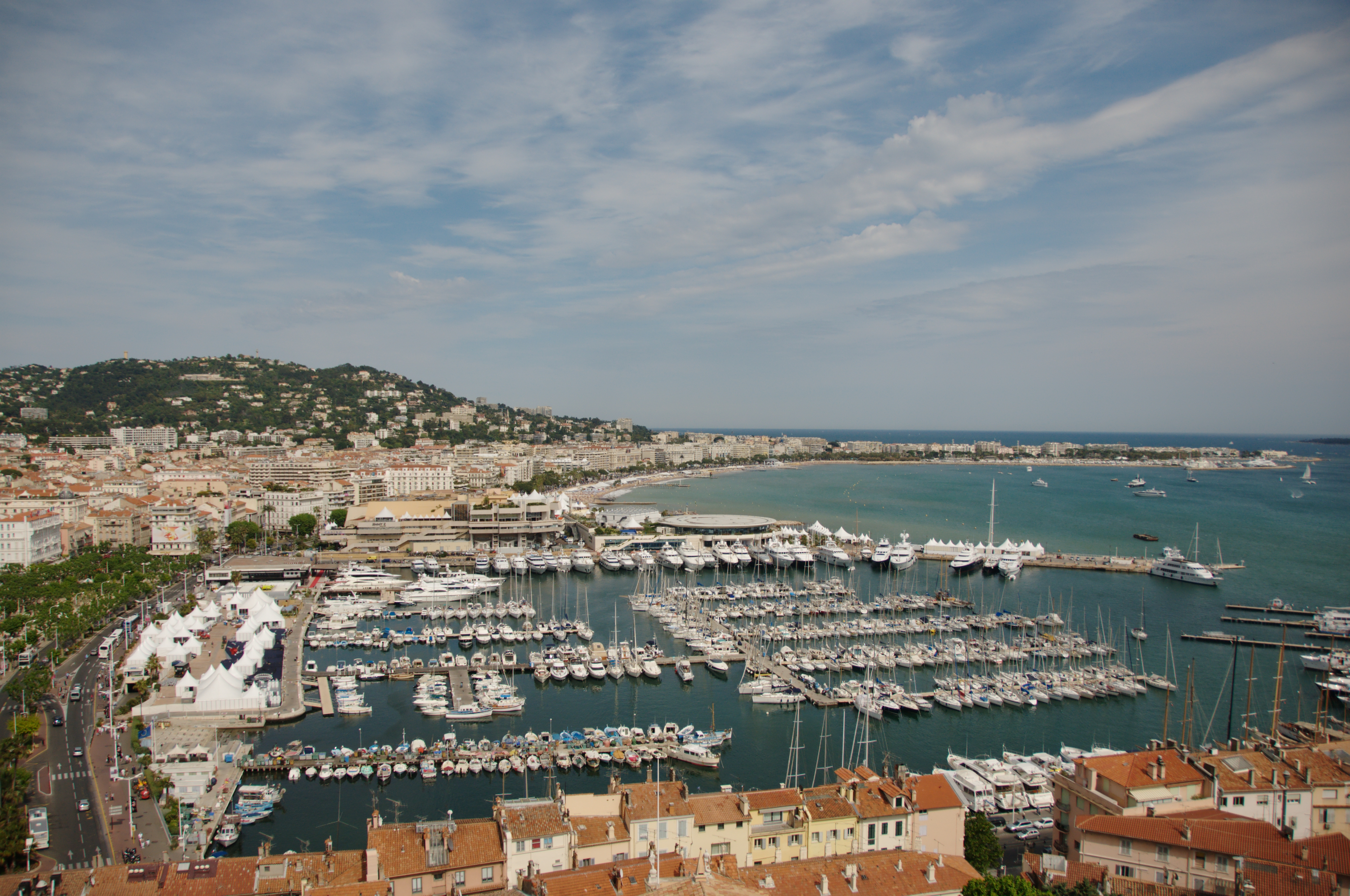
Vue sur la rade de Cannes et le Vieux-Port depuis le Suquet à Cannes
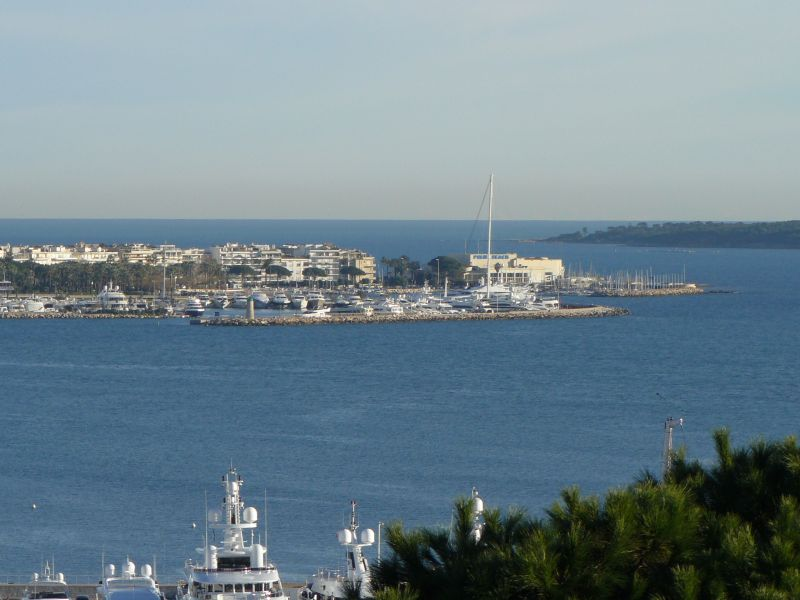
Vue sur la pointe de la Croisette et le port Pierre-Canto depuis la tour de la Castre avec au large l'île Sainte-Marguerite
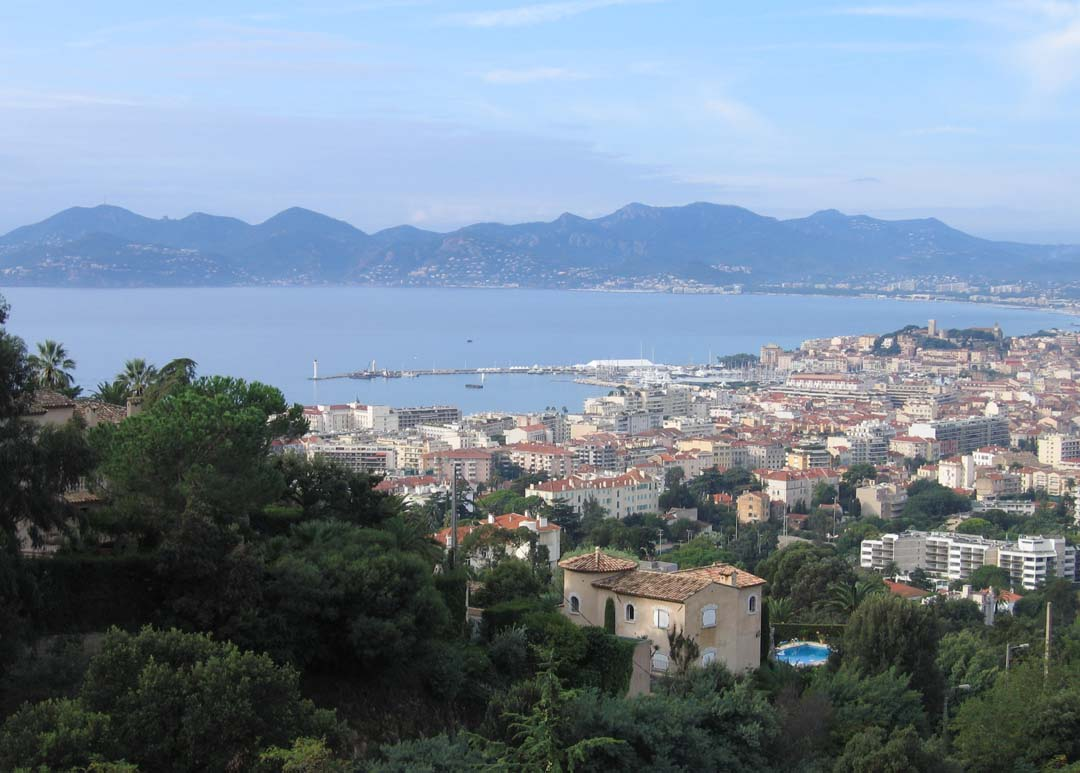
Vue de la baie depuis la Californie à Cannes.
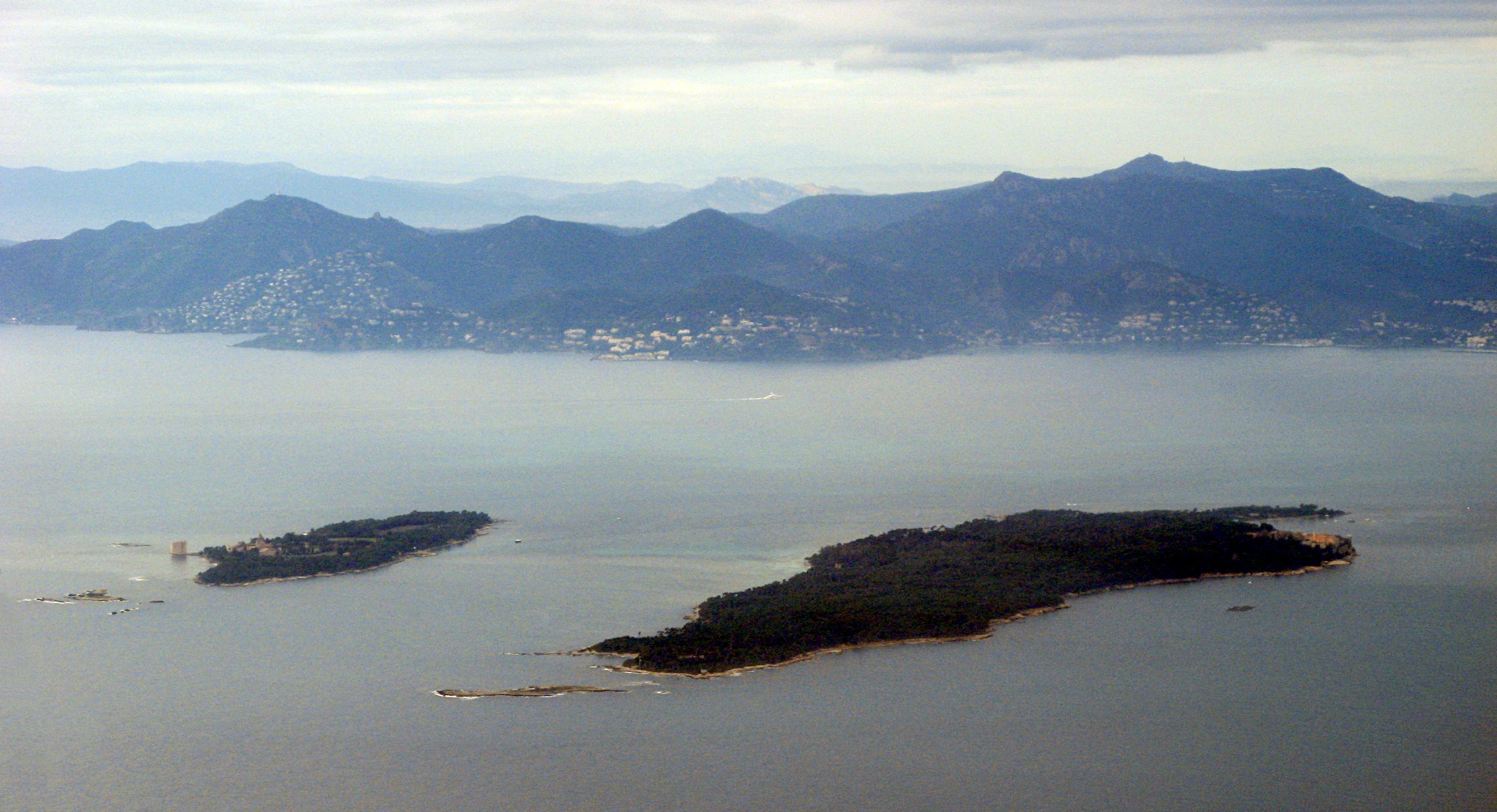
Vu aérienne sur le massif de l'Esterel et les îles de Lérins fermant la baie de Cannes